# Wanghu simcheong
Wanghu simcheong (em coreano:  왕후심청) é um filme de animação lançado em 2005, produzido na Coreia do Norte e Coreia do Sul e dirigida por Nelson Shin.

## Sinopse
Nesta aventura épica, baseada em um famoso conto popular coreano, uma filha se sacrifica para restaurar a visão de seu pai cego.

## Produção
Como um projeto pessoal, Nelson Shin passou oito anos realizando esta produção, incluindo três anos e meio de pré-produção. O filme foi co-produzido na Coreia do Norte pela SEK Studio, e sua trilha sonora também foi gravada na Coreia do Norte pela Pyongyang Film and Broadcasting Orchestra. Em um movimento incomum para a indústria do cinema coreano, as vozes dos personagens foram registrados tanto na Coreia do Sul como na Coreia do Norte, devido as diferenças nos dialetos e gírias das duas Coreias. Para a versão internacional, a dublagem sul-coreana é a utilizada. 

## Lançamento
Em 12 de agosto de 2005, 'Empress Chung' tornou-se o primeiro filme a ser lançado simultaneamente na Coreia do Norte e na Coreia do Sul. O filme foi apresentado em 2004 no Festival Internacional de Animação de Annecy, e também foi reconhecida com vários prêmios nas Coreias.
O filme arrecadou 140000 dólares na sua semana de estreia, contra um orçamento de 6,5 milhões de dólares americanos.